# Église Saint-Saturnin de Port-d'Envaux
L'église Saint-Saturnin est une église située à Port-d'Envaux, dans le département français de la Charente-Maritime en région Nouvelle-Aquitaine.

## Historique
L'église est classée en site naturel le 20 septembre 1943.

## Galerie

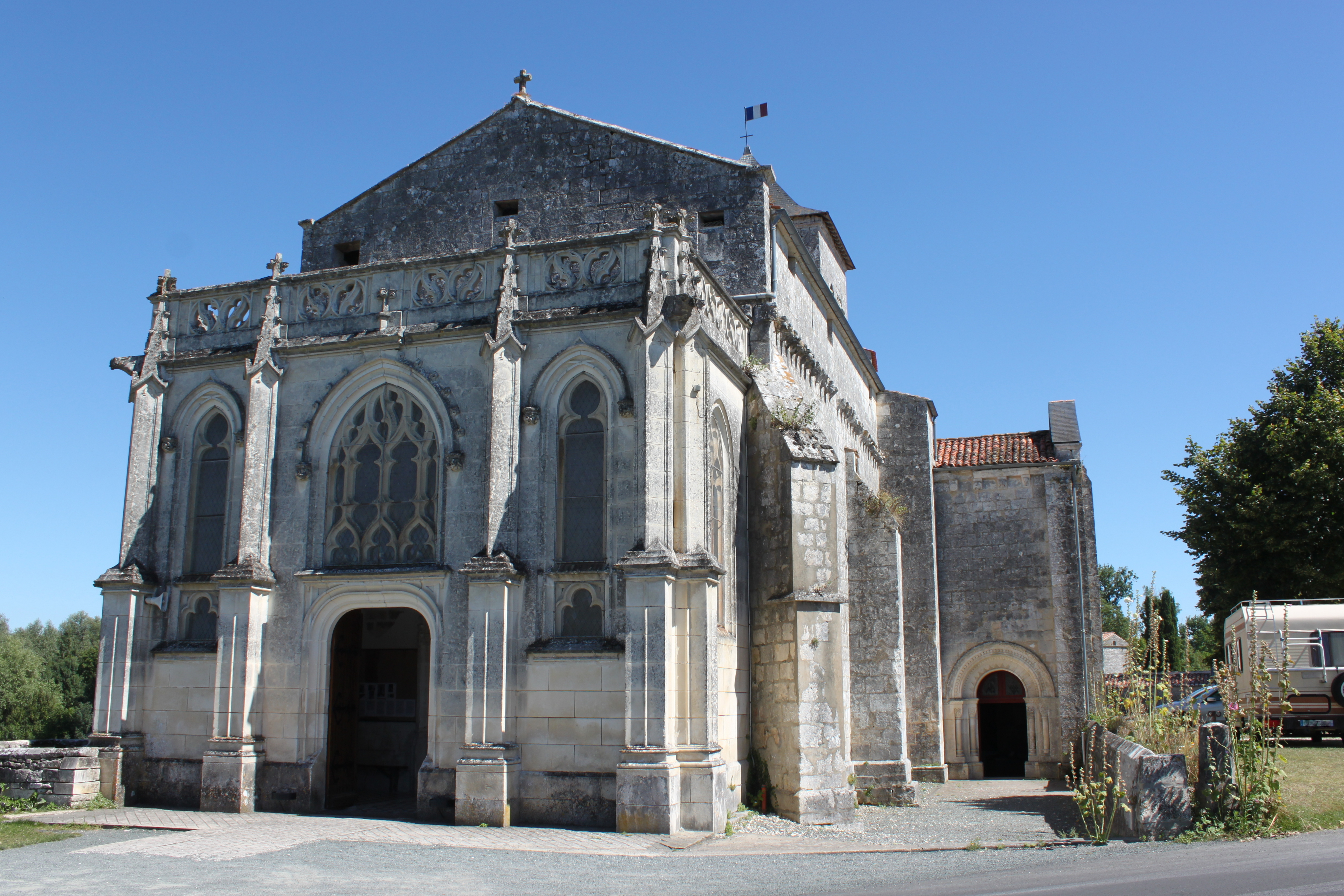